# Khrestivka
Khrestivka (en ukrainien : Хрестівка, en russe : Крестовка) ou Kirovske (en ukrainien : Кіровське, en russe :Кировское) est une ville minière de l'oblast de Donetsk, en Ukraine, et le centre administratif du raïon de Khrestivka. Sa population s'élevait à 28 291 habitants en 2013.

## Géographie
Khrestivka est située dans le Donbass, à 43 km au nord-est de Donetsk et à 623 km au sud-est de Kiev.

## Histoire
L'origine de Khrestivka remonte à la mise en exploitation, en 1954, de nouvelles mines de charbon qui deviennent Novaïa Krestovka. En 1958, le village reçoit le statut de ville et le nom de Kirovske en l'honneur du dirigeant soviétique Sergueï Kirov, assassiné en 1934. 
La mine de charbon Komsomolets du Donbass, privatisée en 2000 et propriété de DTEK, est l'une des plus productive d'Ukraine.

## Population
Recensements (*) ou estimations de la population :
| 1959*  | 1970*  | 1979*  | 1989*  |
| ------ | ------ | ------ | ------ |
| 16 314 | 17 364 | 20 376 | 32 552 |

| 2001*  | 2011   | 2012   | 2013   |
| ------ | ------ | ------ | ------ |
| 30 910 | 28 550 | 28 470 | 28 291 |

## Transports
Par la route, Khrestivka se trouve à 17 km au sud-est de Ienakiieve, à 9 km à l'est de Jdanivka et à 10 km au nord-ouest de Chakhtarsk.